# Six enseignants hérétiques
Les six enseignants hérétiques, les six hérétiques, les six Śramaṇa ou les six tirthakas (faux enseignants) sont six contemporains et rivaux du Bouddha, dont chacun avait une opinion contraire à ses enseignements ,. À l'exception de Nigantha Nataputta ou Mahavira, le vingt-quatrième Tirthankara du jaïnisme, les enseignants hérétiques sont considérés comme les détenteurs d'une conception Akiriyavada .
Les six hérétiques et leurs opinions sur la philosophie indienne sont décrits dans le Samaññaphala Sutta du Digha Nikaya, dans le Pali Tipitaka .

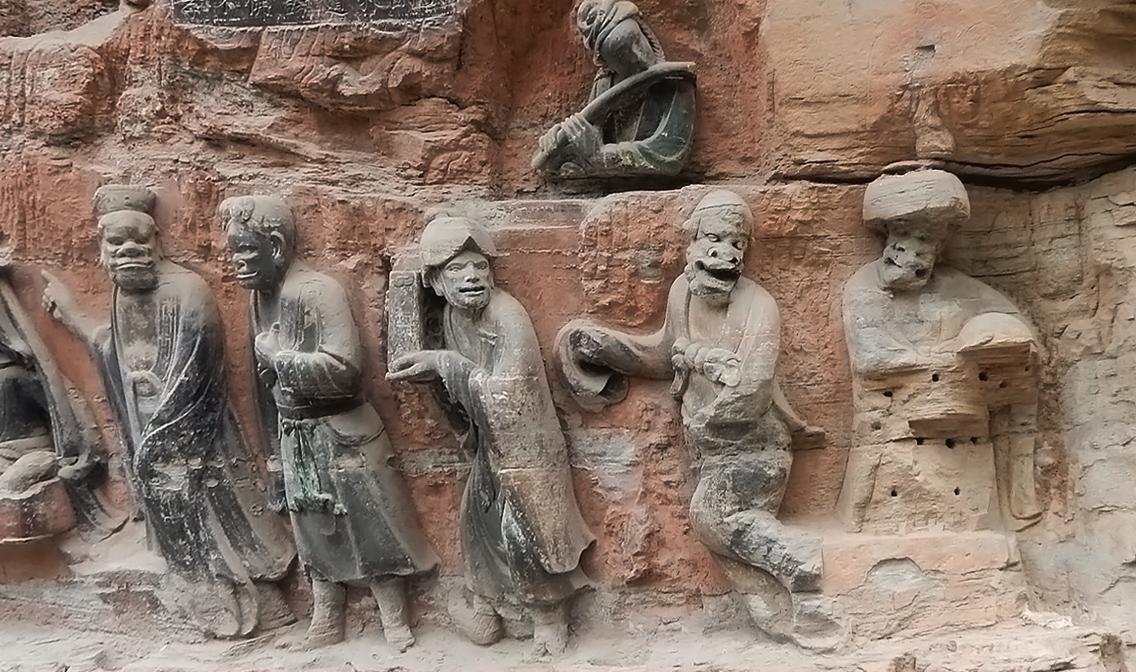
Sculptures rupestres de Dazu représentant les six enseignants hérétiques : Purana Kassapa, Makkhali Gosala, Sanjaya Belatthiputta, Ajita Kesakambali, Pakudha Kaccāyana (de gauche à droite)

## Contexte

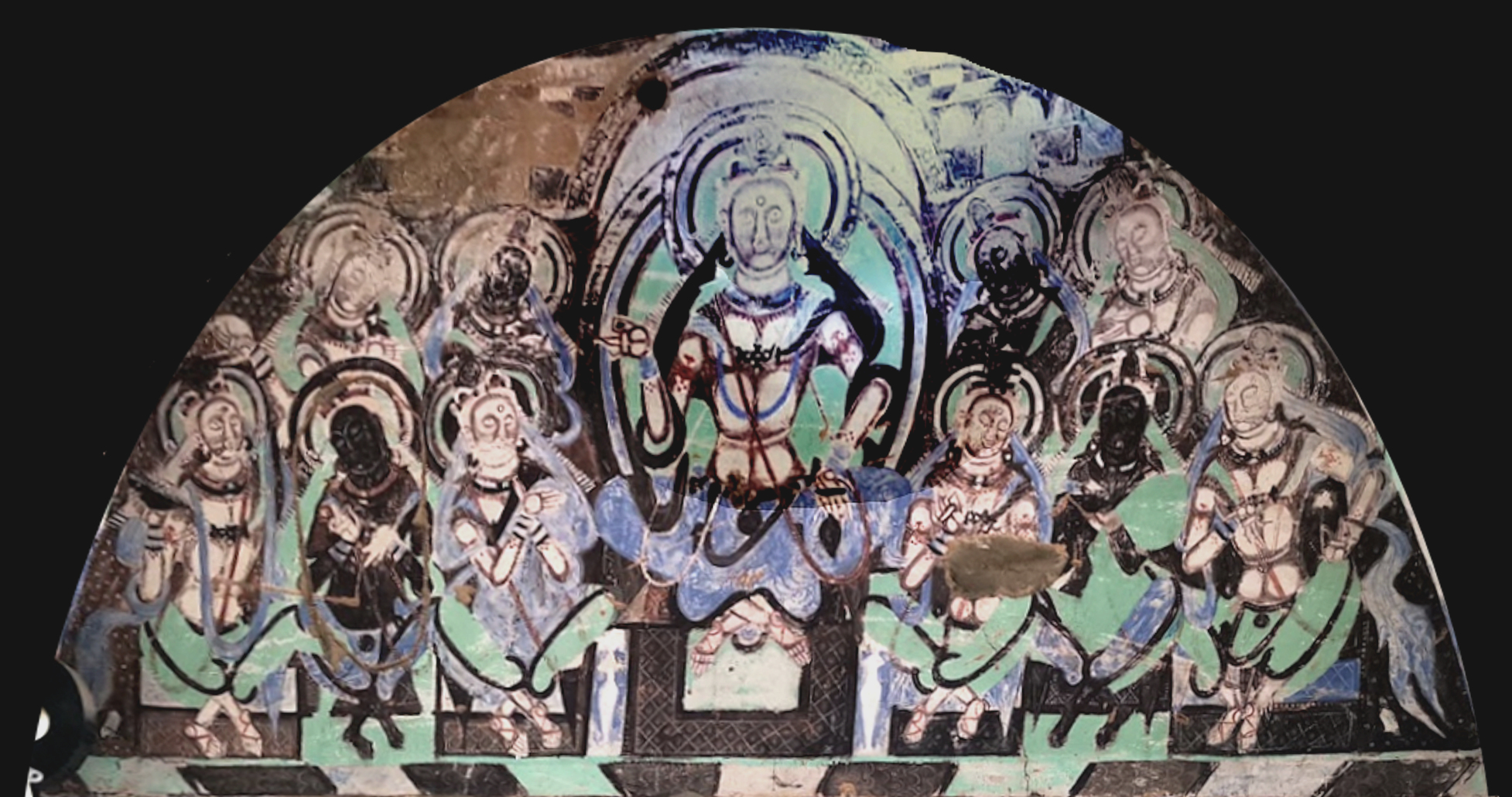
Représentation des six enseignants hérétiques dans les grottes de Kizil

Selon le sutra, le roi Ajatashatru rendit visite à Gautama Bouddha, qui vivait alors dans le bosquet de manguiers de Jivaka à Rajagaha parmi 1250 bhikkhus. Le roi demanda au Bouddha s'il était possible que la vie d'un ramaṇa puisse porter ses fruits de la même manière que la vie des artisans porte ses fruits, déclarant qu'il avait préalablement posé à six maîtres ( Pūraṇa Kassapa, Makkhali Gosāla, Ajita Kesakambala, Pakudha Kaccāyana, Nigaṇṭha Nāṭaputta et Sañjaya Belaṭṭhaputta) la même question, mais n'avait pas trouvé de réponse satisfaisante. À la demande du Bouddha, le roi Ajatashatru décrit les réponses qu'il a entendues .
Les noms ci-dessous sont donnés en sanskrit, les noms Pali équivalents étant indiqués entre parenthèses.

## Pūrṇa Kāśyapa (Pūraṇa Kassapa)
Le premier maître spirituel qu'Ajatashatru interrogea est Pūraṇa Kassapa. Ce dernier propose la théorie de l'akiriyāvāda (non-agir) : les actes considérés comme bons ou mauvais n'ayant aucune moralité inhérente, il n'existe aucune conséquence future des actions « bonnes » ou « mauvaises » .

## Maskarī Gośālīputra (Makkhali Gosāla)
Makkhali Gosala, le deuxième enseignant qu'Ajatashatru consulta, souscrivit à la doctrine de la non-causalité ; l'atteinte de n'importe quelle condition dépend des circonstances, du destin ou de la nature plutôt que de la volonté humaine et les événements n'ont pas de cause profonde ,. Comme Kassapa, Gosāla nia l'existence du karma et du vipaka. Cette doctrine fut assimilée au fatalisme et au déterminisme. Sa théorie se nomme aussi théorie de l'absence de cause ( ahetukavAda ), ou théorie de la pureté naturelle ( saMsArasuddhivAda ).

## Ajita Kesakambala (Ajita Kesakambala)
Ajita Kesakambala fut le troisième. Il est considéré comme matérialiste (BhautikavAdi), nihiliste (ücchedavAdi) et exposant de la non-efficacité du kamma (åkiriyavAdi). Kesakambala soutient que tout ce qui existe n'est que le processus de phénomènes naturels et nie avec véhémence l'existence de toute vie après la mort ; "Un homme est constitué des quatre éléments", quand il meurt, la terre retourne à l'agrégat de terre, l'eau à l'eau, le feu au feu, l'air à l'air, et les sens s'évanouissent dans l'espace.

## Kakuda Kātyāyana (Pakudha Kaccāyana)
Pakudha Kaccāyana, le quatrième enseignant mentionné par Ajatashatru, est un atomiste qui postule que toutes choses sont composées de terre, de feu, d'air, d'eau, de plaisir, de douleur et d'âme, qui sont immuables et éternelles. Ainsi, objets comme êtres vivants, composés des éléments, sont sujets au changement, alors que les éléments eux-mêmes sont fixés dans leurs existences. Ainsi, par cette conception empreinte de dualisme, les actes sont uniquement définis par l'interaction physique entre ces substances, plutôt que par la valeur morale qui leur est attribuée .

## Nirgrantha Jñatiputra (Nigaṇṭha Nāṭaputta)
Nigaṇṭha Nāṭaputta, moine jaïn Mahavira, fut le cinquième. Il répond à Ajatashatru par une description des enseignements jaïns, qui, contrairement aux enseignants précédents, reconnaissaient la moralité et les conséquences dans l'au-delà. La philosophie de Nāṭaputta, cependant, diffère de celle de Bouddha dans sa croyance que toute action a un poids karmique, qu'elle soit volontaire ou non ; le bouddhisme soutient que seules les actions intentionnelles peuvent produire du karma.

## Saṃjaya Vairāṣṭrikaputra (Sañjaya Belaṭṭhaputta)
Sañjaya Belaṭṭhaputta fut le sixième et dernier enseignant consulté par Ajatashatru. Il répond ainsi au roi :
Si tu me demandes s'il existe un autre monde, et si je le pensais, je te le dirais. Mais je ne le dis pas. Je ne dis pas que c'est ainsi ou ainsi ; Je ne dis pas qu'il en soit autrement ; Je ne dis pas que je le nie ; Je ne dis pas que je ne le nie pas ; Je ne dis pas qu'il y a, il n'y a pas, est et n'est pas, ni n'est ni n'est pas, un autre monde. Si tu me demandez s'il existe des êtres de naissance spontanée... s'il y a un fruit, un résultat, de bonnes ou de mauvaises actions... si un homme qui a conquis la vérité continue de l'être après la mort . . .
Belaṭṭhaputta ne fournit pas à Ajatashatru de réponse claire à sa question, ce qui conduisit certains érudits à lui attribuer une position Ajñana, école agnostique de philosophie indienne qui considérait que la connaissance métaphysique était impossible à obtenir.